# Castória
Castória (em grego: Καστοριά; romaniz.: Kastoriá) é uma cidade no norte da Grécia na região da Macedônia ocidental. É a capital da unidade regional homônima. Esta situada num promontório na margem ocidental do lago Orestiada, numa vale rodeado por montanhas calcárias. A cidade é conhecida por suas igrejas bizantinas, arquitetura residencial otomana, roupas de pele e pelas suas trutas.

## Nome
O nome "Kastoria" aparece pela primeira vez em 550 d.C., mencionado por Procópio de Cesareia no seguinte trecho: "Havia uma certa cidade na Tessália, Diocletianopolis era seu nome, que havia sido próspera nos tempos antigos, mas com a passagem do tempo e os assaltos bárbaros, foi destruída e por muito tempo ficou desabitada; e um certo lago está perto e que era chamado Castoria. Há uma ilha no meio do lago, rodeada quase toda por água; mas há ali um único estreito caminho para se aproximar desta ilha através do lago, com não mais de 5 metros de largura. E uma excepcional montanha se ergue sobre a ilha, metade coberta pelo lago e o resto sobre ela". Embora Procópio a chame de um "uma cidade na Tessália", a descrição é indubitavelmente de Castória, uma cidade localizada num promontório num lago.
Há diversas teorias sobre a origem do nome Kastoria. A dominante afirma que o nome deriva da palavra grega κάστορας (kástoras - "castor"). O comércio das peles deste animal, caçado no lago Orestiada, é tradicionalmente um elemento importante da economia da cidade. Outras teorias propõem que o nome seja derivado da palavra grega κάστρο (kástro - "castelo"; do latim castra) ou do herói mítico Κάστωρ (Kástōr - "Castor"), que pode ter sido venerado na região. A palavra aparece também escrita com "C", Castoria, especialmente em obras mais antigas. Do grego, o nome foi emprestado para o turco como Kesriye. Em sérvio, búlgaro e macedônio, o nome da cidade é Kostur (cirílico: Костур).

## Município
O município de Castória foi formado na reforma do governo local de 2011 pela fusão de 9 outros antigos municípios que se tornaram unidades municipais:
- Agia Triada
- Agioi Anargyroi
- Castória
- Kastraki
- Kleisoura
- Korestia
- Makednoi
- Mesopotâmia
- Vitsi

## História

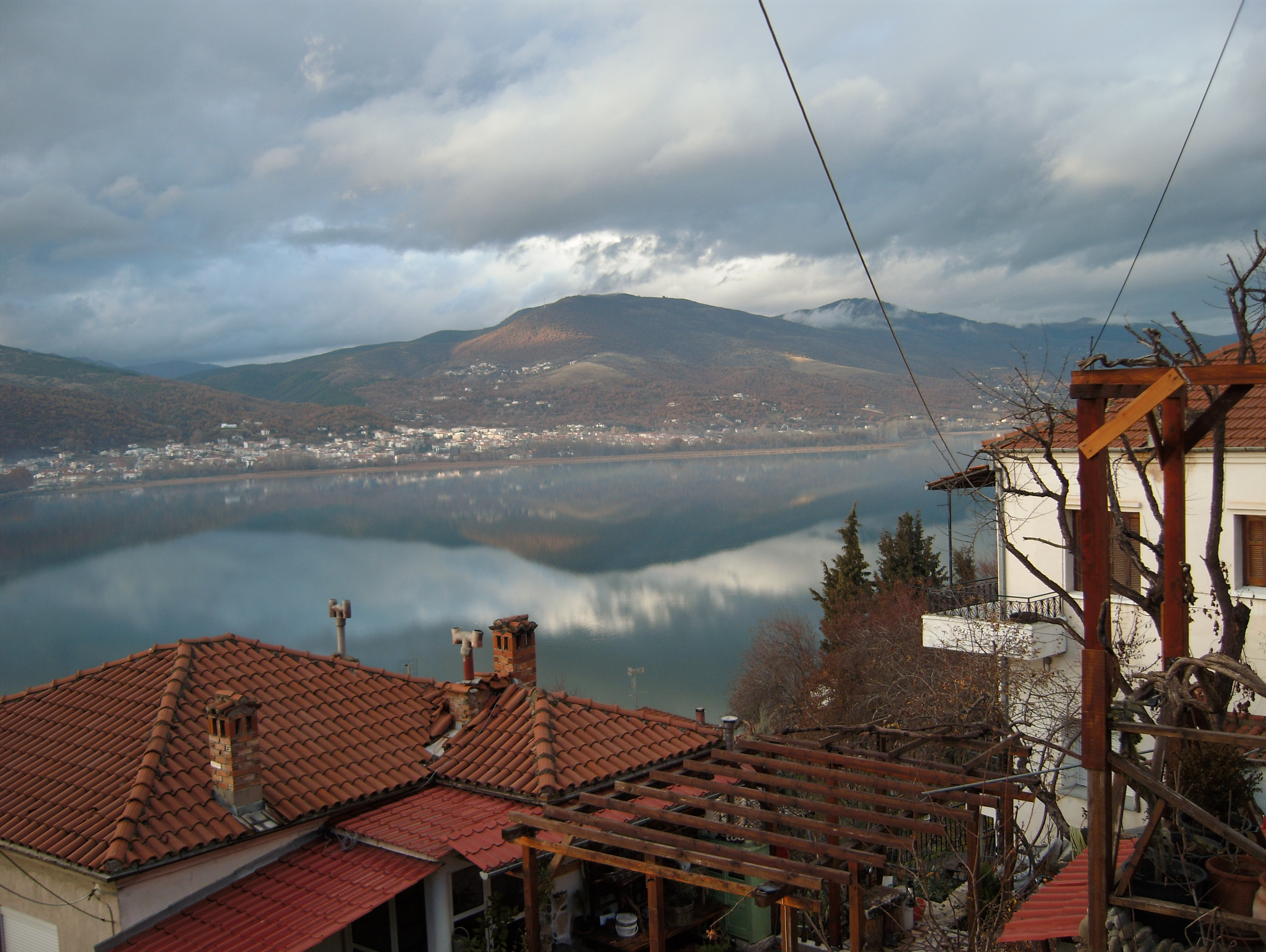
Vista da cidade e do lago Orestiada

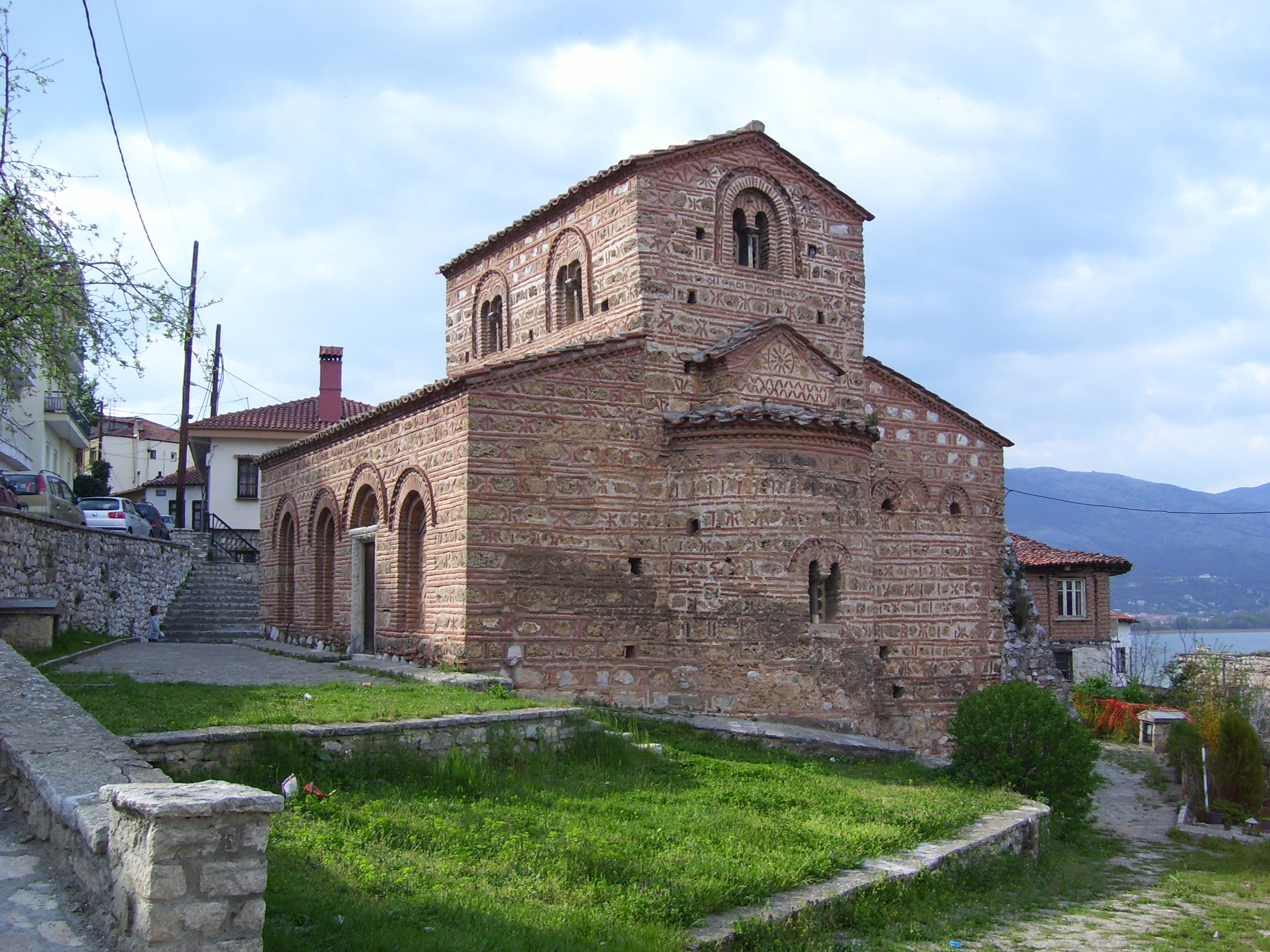
Igreja de "Agii Anargiri“ ("Santos Anárgiros) em Castória

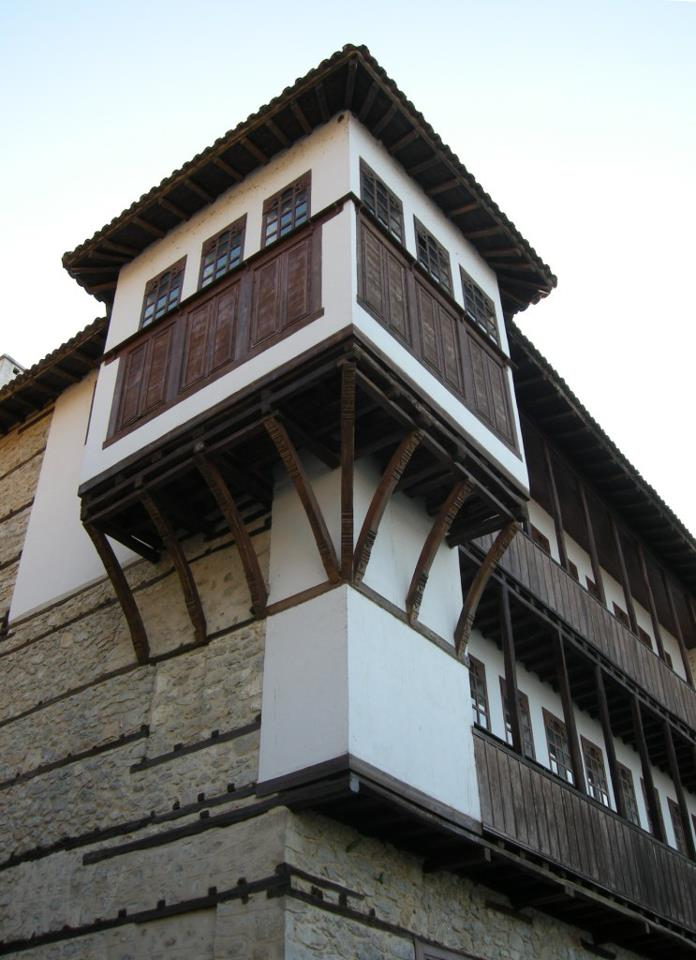
Mansão otomana em Castória

### Antiguidade
Acredita-se que Castória tenha origens muito antigas; ela já identificada como sendo a antiga cidade de Celetro (Celetrum), possivelmente localizada numa colina logo acima da cidade atual e capturada pelos romanos em 200 a.C. O imperador romano Diocleciano (r. 284-305) fundou uma cidade chamada "Dioclecianópolis" em algum lugar nas proximidades. Depois que ela foi destruída pelos bárbaros, o imperador bizantino Justiniano I mudou a cidade para um promontório que se projeta para o lago Orestiada e é ali onde ela está até hoje. É possível que ela tenha sido rebatizada como "Justinianópolis" na ocasião.

### Idade Média
A história de Castória foi pacífica até o século X, quando sua posição estratégica a colocou bem no centro da disputa entre o Império Bizantino e o Império Búlgaro. Ela foi conquistada pelos búlgaros no meio do século IX e permaneceu em mãos búlgaras até a conquista da Bulgária pelo imperador Basílio II no início do século XIII, quando ela foi re-anexada ao Império Bizantino. A cidade foi novamente conquistada pelo Segundo Império Búlgaro na época de Joanitzes e João Asen II no século XIII, mas foi novamente retomada pelos gregos do Império de Niceia em 1246. Castória foi dominada pelo Império da Sérvia entre 1331 e 1380 e pela família Muzaka, de origem albanesa, entre 1380 e 1385.

### Período otomano
Por volta de 1385, o Império Otomano conquistou Castória, mas não é claro se foi pela força ou através de um acordo com os governantes albaneses. Durante o período otomano, Castória ganhou uma considerável população muçulmana e diversas mesquitas e tekkes ainda existem na cidade. Ela permaneceria sob controle dos turcos até a Primeira Guerra Balcânica (1912), quando foi tomada pela Grécia. Os acordos de 1913, de Londres e de Bucareste, incorporaram Castória ao estado grego. Depois do fim da Primeira Guerra Mundial, a maior parte do contingente muçulmano da cidade foi transferida para Mustafapaşa, Turquia, durante a troca de populações entre Grécia e Turquia.

### Segunda Guerra Mundial
Durante a Segunda Guerra Mundial e a Guerra Civil Grega, a cidade foi repetidamente disputada e sofreu pesados danos por conta disso. Ela quase foi capturada pelos comunistas do Exército Democrático da Grécia em 1948 e as batalhas finais da guerra civil foram travadas no vizinho monte Gramos em 1949.

#### Comunidade judaica
Em 1940, a população judaica em Castória contava com 900 pessoas, composta predominantemente por judeus sefarditas de língua ladina. Muitos nomes familiares era de origem italiana, resultado de emigrações (originalmente do Reino da Espanha) via Itália nos séculos XVII e XVIII.
No final de março de 1944, durante a ocupação nazista, 763 judeus castorianos foram presos pelas tropas nazistas e enviados para Auschwitz-Birkenau como parte do programa de extermínio deliberado dos judeus durante o Holocausto. Castória foi liberada pelas guerrilhas do Exército de Libertação do Povo Grego menos de 4 meses depois da tragédia. No final da guerra, em 1945, apenas 35 judeus da população original haviam sobrevivido.

## Economia
Castória é um centro internacional do comércio de peles, que domina a economia local. O nome da cidade (como mencionado acima) pode ser derivado do Castor europeu (kastóri), extinto na área. O comércio de peles de mink predomina e anualmente uma feira internacional de peles se realiza na cidade. Outras industrias incluem a venda e distribuição de produtos locais, principalmente o trigo, maçãs, vinho e peixe. Recentemente, um grande shopping center foi construído na cidade, que tem atualmente 16 estações de rádio, 2 de TV, 5 jornais diários e 7 semanais. O aeroporto da cidade é chamado Aeroporto Aristotelis.

## Principais pontos turísticos
Castória é um importante centro religioso para a Igreja Ortodoxa Grega e é a sé do bispo metropolitano. Ela contava originalmente com 72 igrejas bizantinas e medievais, das quais 54 sobreviveram, inclusive a Igreja de Santo Atanásio de Mouzaki. Algumas delas foram restauradas e apresentam diversas tendências dos estilos bizantinos tardios de arquitetura e pintura em afrescos. O Museu de História Bizantina na Praça Dexamenis abriga muitos exemplos de iconografia bizantina. A cidade conta ainda com um museu de vestimentas e um outro sobre monumentos. Finalmente, Castória está repleta de antigas mansões da era otomana e parte da muralha bizantina ainda está de pé.

## Esportes
Kastoria FC é o time de futebol local. Fundado em 1963, quando três times locais se juntaram para formar uma equipe mais forte para representar a cidade. Os melhores anos do time foram 1974, quando passou para a primeira divisão e competiu ali por um ano, e 1980, quando venceu a Copa da Grécia depois uma vitória de 5-2 sobre o Iraklis FC na final.

## População
| Ano  | Cidade | Unidade municipal | Município |
| ---- | ------ | ----------------- | --------- |
| 1981 | 20,660 | -                 | -         |
| 1991 | 14,775 | -                 | -         |
| 2001 | 14,813 | 16,218            | -         |
| 2011 | 13,387 | 16,958            | 35,874    |

## Localização
| \| Bilisht \| Florina \| Amyntaio - Edessa \| \| Korçë \| \| Ptolemaida - Véria \| \| Janina \| Neapoli - Siatista - Grevena \| Kozani - Lárissa \| |                              |                    |
| Bilisht | Florina                      | Amyntaio - Edessa  |
| Korçë |                              | Ptolemaida - Véria |
| Janina | Neapoli - Siatista - Grevena | Kozani - Lárissa   |

## Importância
A cidade aparece no poema épico sérvio "Marko Kraljević i Mina od Kostura" ("Príncipe Marko e  Minas de Castória").

### Castorianos notáveis
- Şefik Aker (1877-1964), oficial militar nos exércitos otomano e turco
- Athanasios Christopoulos (1772–1847), poeta
- Dimitris Diamantidis (1980-), jogador de basquete
- Jagnula Kunovska (1943-), político, jurista e escritor
- Nicholas Lambrinides, fundador do Skyline Chili, uma famosa rede de restaurantes em Cincinnati, EUA
- Qazim Baba, homem-santo bektashi muçulmano do sséculo XV.
- Sevastos Leontiadis (1690–1765), educador
- Lucas Samaras (1936-), artista
- Maria Spiropulu (1970-), físico experimental
- Constantine Pavlides, Ph.D (1955-), Neuroscientista